# 티무르 베크맘베토프
티무르 누루아히토비치 베크맘베토프(러시아어: Тиму́р Нуруахи́тович Бекмамбе́тов, 카자흐어: Темір Нұрбақытұлы Бекмамбетoв 테미르 누르바크툴르 베크맘베토프, 1961년 7월 25일 ~ )는 러시아와 카자흐스탄의 영화감독이자 광고 제작자이다.
1961년에 당시 소련에 속했던 카자흐스탄의 아티라우(당시에는 구리예프)에서 태어났다. 19살때 타슈켄트로 이사를 갔으며, 1987년에 타슈켄트 연극예술 대학교를 졸업했다. 군 복무 뒤엔 우즈베크 영화사와 일홈 영화관에서 일을 했다. 그는 그곳에서 영화 제작자로 활동을 시작했고, 타슈켄트에서 태어난 러시아인인 빅토르 베르즈비츠키를 만나서 동료가 되었다. 2004년에는 세르게이 루키야넨코의 소설인 나이트 워치를 바탕으로 영화 나이트워치를 제작했고 2008년에는 영화 원티드를 제작했다.

## 출연 작품
- 데비야타예프 (2021)
- 언프렌디드: 다크 웹 (2018)
- 짹짹 (2018)
- 프로필 (2018)
- 스페이스 워커 (2017)
- 커런트 워 (2017)
- 서치 (2017)
- 벤허 (2016)
- 하드코어 헨리 (2015)
- 언프렌디드: 친구삭제 (2014)
- 눈의 여왕2: 트롤의 마법거울 (2014)
- 링컨 : 뱀파이어 헌터 (2012)
- 로저 코만의 세계 (2011)
- 아폴로 18 (2011)
- 원티드 2 (2011)
- 천하무적 키코리키 (2011)
- 다크 아워 (2011)
- 크리스마스의기적:욜키1 (2010)
- 블랙 라이트닝 (2009)
- 9: 나인 (2009)
- 원티드 (2008)
- 운명의 아이러니 2 (2007)
- 데이 워치 (2006)
- 나이트 워치 (2004)